# ウィリアム・パルトニー (初代バース伯爵)
初代バース伯爵ウィリアム・パルトニー（英語: William Pulteney, 1st Earl of Bath, PC、1684年3月29日洗礼 - 1764年7月7日）は、グレートブリテン王国のホイッグ党政治家。1742年に国王ジョージ2世によって初代バース伯爵に叙爵された。イギリスの首相のうち在任期間が最も短い（2日間）人物とされることもあるが、現代の文献の大半はバース伯爵が首相に就任しなかったとしている。

## 生涯

### 初期の経歴
ウィリアム・パルトニー大佐（William Pulteney、1715年没、ウィリアム・パルトニーの息子）と1人目の妻メアリー（Mary、旧姓フロイド（Floyd））の息子として生まれ、1684年3月29日に洗礼を受けた。ウェストミンスター・スクールで教育を受け、1700年10月31日にオックスフォード大学クライスト・チャーチに入学した。両校で広範な古典文学の知識を獲得、オックスフォード大学を卒業した後は慣習に従って大陸ヨーロッパでのグランドツアーに出た。1705年、元大蔵省秘書官のヘンリー・ガイの助けもあってヨークシャーのヘドン選挙区で庶民院議員に当選、以降1734年まで同選挙区で再選を繰り返した。
パルトニーはアン女王の治世を通して、ホイッグ党の政争で重要な役割を果たしており、ヘンリー・サシェヴェラルの弾劾裁判でもサシェヴェラルに強く追及した。サシェヴェラルの裁判をめぐる政争でトーリー党が勝利すると、パルトニーの友人ロバート・ウォルポールが1712年にロンドン塔に投獄されたが、パルトニーは庶民院でウォルポール支持を表明、ホイッグ党の指導者とともに獄中のウォルポールと面会した。

### 閣僚職

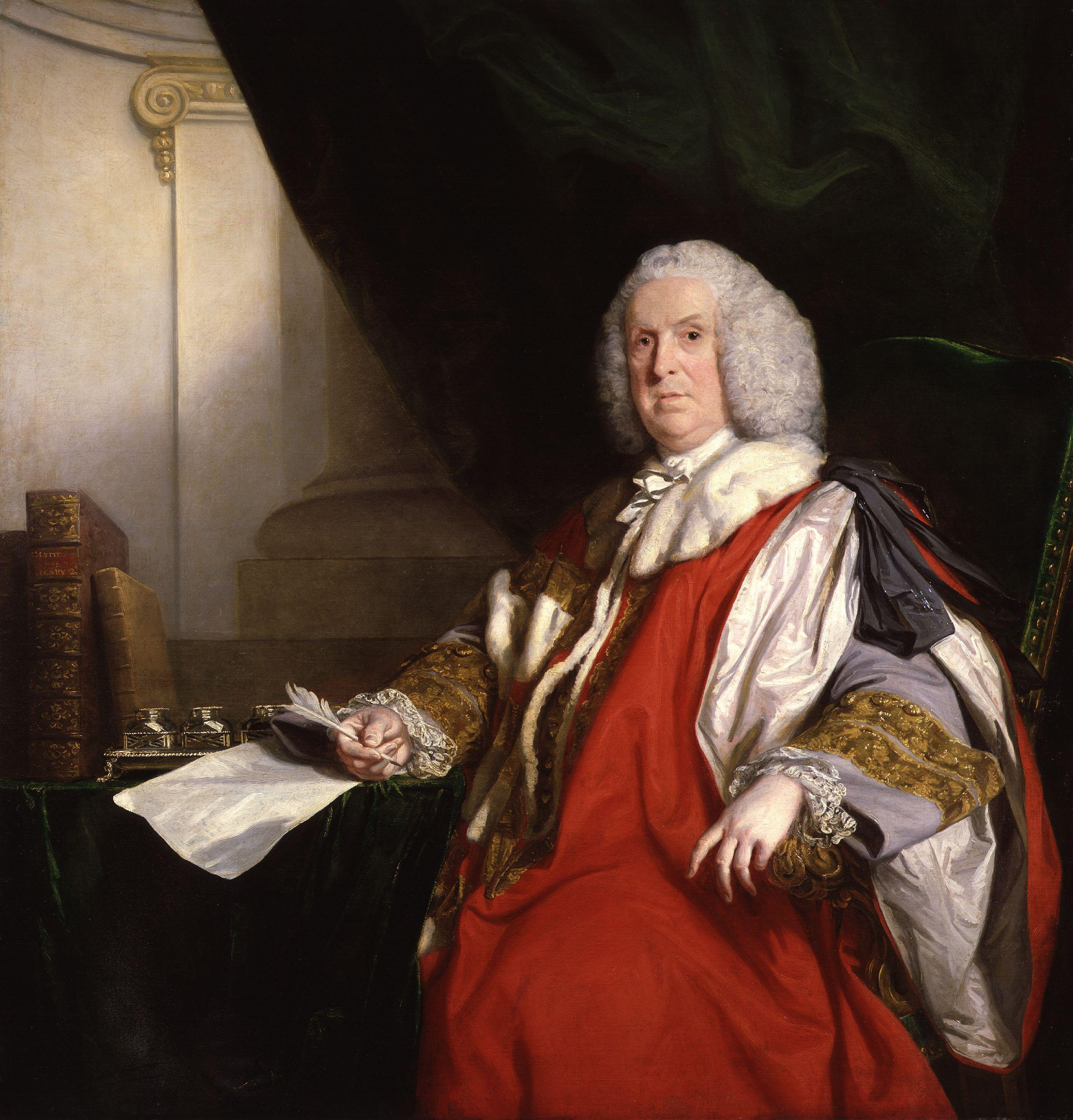
ジョシュア・レノルズによるバース伯爵の肖像画。

パルトニーは1714年から1717年までのタウンゼンド子爵内閣で戦時大臣を務め、1715年4月に設立されたユトレヒト条約に関する秘密委員会の一員に任命された。1716年7月6日には枢密顧問官に任命された。1717年4月に第2代タウンゼンド子爵チャールズ・タウンゼンドがアイルランド総督を罷免され、ウォルポールが辞任すると、パルトニーもそれに従って辞任した。
南海泡沫事件によりウォルポールが首相に返り咲いたが、ウォルポールはパルトニーには叙爵しか申し出さず、パルトニーは叙爵を断った。パルトニーは結局重要性は低いが実入りの大きい王室会計長官という閑職に落ち着いたが、自身が無視されていることがわかると、ウォルポールによる王室費の債務破棄案への反対を表明、1725年4月に王室会計長官を罷免された。

### 愛国ホイッグ党
パルトニーは罷免から最終的にウォルポールとの政争に勝利するまで野党に留まり、ウォルポールが腐敗していて暴政を敷いていると考えた愛国ホイッグ党を形成した。ウォルポールは1730年に和解案としてパルトニーに叙爵とタウンゼンドの官職をちらつかせたがはねつけられた。
パルトニーの不満は議会での演説だけでなく、出版物にも見られた。1726年12月、パルトニーは初代ボリングブルック子爵ヘンリー・シンジョンとともに『ザ・クラフツマン』という定期刊行の新聞を発行、以降長年にわたって政権を痛烈に批判した。第2代ハーヴィー男爵ジョン・ハーヴィーが『ザ・クラフツマン』への批判文を出版すると、パルトニーは時には公開に、時には編集長のニコラス・アマーストを通じて、批判に反論した。パルトニーはパンフレットで王室費、消費税、プリンス・オブ・ウェールズの収入、内政事務など多岐にわたる議題を論じ、閣僚か政府の支持者がパルトニーに返答した。
『煽動と中傷が示された』（Sedition and defamation displayed）への返答である『最近の中傷的な文書に対する正式な返答』（Proper reply to a late scurrilous libel）が1731年に『ザ・クラフツマン』で出版されると、パルトニーはハーヴィー男爵から決闘を申し込まれた。さらに『悪名高い中傷に対する返答がザ・クラフツマンの尊敬すべき2人のパトロンに対する意見につながった』（An answer to one part of an infamous libel entitled remarks on the Craftsman's indication of his two honourable patrons）が出版されると、パルトニーは1731年7月に枢密顧問官を解任され、地元の治安判事の職にも追われた。
ウォルポールの政敵のうち、出版物における影響力ではパルトニーよりボリングブルックのほうが上であったが、ボリングブルックが議員に就任していないこともあり議会における影響力ではパルトニーが勝った。減債基金が1733年にほかの使い道に流用されると、パルトニーがその批判を率い、同年の消費税法案で世論が最低点に下がると、パルトニーの雄弁が大衆の感情を代弁したが、それでもウォルポールは内閣の崩壊を防いだ。またボリングブルックがフランスへ引退したが、パルトニーの示唆があっての引退とされ、野党はこの指導者の不和により勢いが弱まった。
1734年イギリス総選挙から1742年に叙爵されるまで、パルトニーはミドルセックス選挙区で立候補して、当選し続けた。1734年の選挙直後は政権側の論客が攻勢を強めたが、1738年にスペインとの紛争が起きたことでパルトニーは反撃の糸口を掴んだ。ウォルポールは長らく平和を主張したが、閣僚からの支持は弱く、世論は戦争支持で熱狂していた。結局ウォルポールは名声を保つために折れ、世論を受け入れて戦争を決意した。しかし、ウォルポールは失脚を免れることはできなかった。1739年に宣戦布告した後（ジェンキンスの耳の戦争）、1741年イギリス総選挙が行われ、翌年には選挙をめぐる政争でウォルポール内閣が崩壊した。

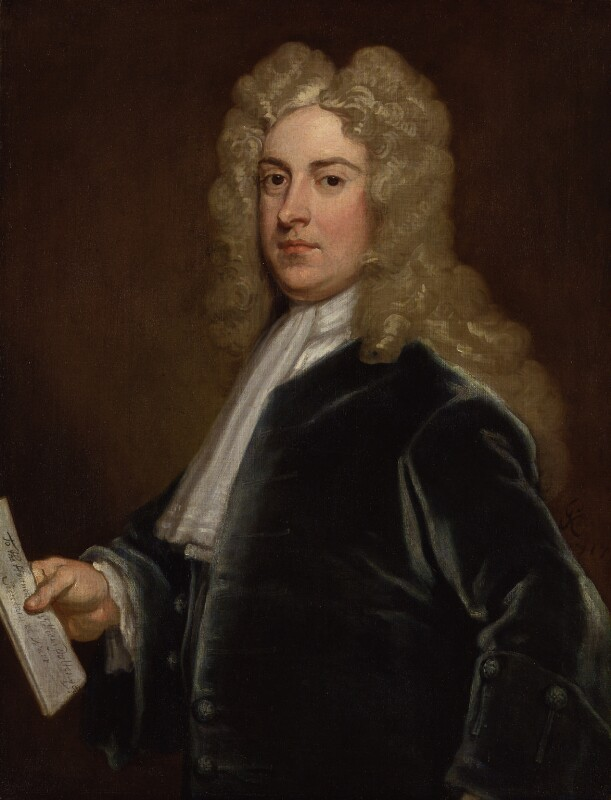
ゴドフリー・ネラーによるパルトニーの肖像画、1717年。

組閣はパルトニーに任せられ、彼は第一大蔵卿（首相）に初代ウィルミントン伯爵スペンサー・コンプトンを選び、自身は叙爵と閣議に出席するのみで入閣はしなかった。その意図は内閣の主導権を握ることだったが、逆に人気を失い、影響力も無に帰した。
ウォルポールの息子ホレス・ウォルポールによると、パルトニーは叙爵を辞退しようとしたが、ジョージ2世から叙爵を強制されたという。また同時代の歴史家の記録によると、ウォルポールとパルトニーがそれぞれオーフォード伯爵とバース伯爵として貴族院に登院すると、ウォルポールは「イングランドで最も取るに足らない2人が集まっていますね」と感想を述べたという。1742年2月20日に枢密顧問官に復帰した後、パルトニーは同年7月14日にヘイドンのパルトニー男爵、リングトンのパルトニー子爵、バース伯爵に叙された。1743年にウィルミントン伯爵が死去すると、バース伯はジョージ2世に首相への就任を申し込んだが、首相職はすでにヘンリー・ペラムに内定していた。

### 首相職
1746年2月10日、ペラム内閣が総辞職した。ジョージ2世はパルトニーに組閣の大命を下し、パルトニーもそれを受け入れて早速閣僚の指名を開始したが、彼には組閣に必要な支持が足りず、「48時間、3つの四半刻、7分、11秒」後に組閣を諦めた。結局ジョージ2世はやむを得ずペラムの要求を受け入れて彼を復帰させた。当時は首相職が正式な役職としては存在しないため、パルトニーが2日間首相に在職したかどうかには異説がある。
パルトニーは組閣に失敗したことで多くの揶揄を受けた。例えば、ホレス・ウォルポールは手紙で「グランヴィルとバースは貸馬車の車長が同席するパートナーを探す時と同じように、『仲間はずれの者』と呼びながら街中を歩いたところを見られた」と記している。また同時代のパンフレットでは「全ての内閣の中で最も賢く誠実であり、首相が[...]軽率な行動を一つもせず、更に素晴らしいことに、国庫にあったお金を同額のまま残した」と諧謔的に称えてみせた。

### 死去と遺産
その後も時々パンフレットを出したり、偶に演説をしたりしたが、頻度は以前と比べて下がっていた。引退同然の生活であったが、主教のザカリー・ピアースとトマス・ニュートンはバース伯爵を称賛した。1764年7月7日に死去、17日にウェストミンスター寺院のイスリップ礼拝堂（Islip chapel）で埋葬され、彫刻家のジョセフ・ウィルトンが記念碑を作った。
商業には興味を持ったことはなく、パルトニーは商業に明るい友人ジョン・メリル（John Merrill）を信頼したが、1734年にメリルが死去、パルトニーはジョナサン・スウィフトへの手紙でそれを嘆いた。
米国バーモント州ポルトニーとポルトニー川はパルトニーに因んで名付けられた。

## 家族
1714年12月27日、ジョン・ガムリー（John Gumley）の娘アンナ・マリア（Anna Maria）と結婚した。ガムリーは兵站部の将校だったが、当時は度々皮肉の標的にされた。アンナ・マリアは1758年9月14日に死去、1人息子のウィリアム・パルトニーも未婚のまま1763年2月12日にマドリードで死去した。パルトニーの莫大な遺産は従兄弟のダニエル・パルトニー（同じく野党の一員だった）の末娘で相続人の1人、並びにウィリアム・ジョンストンの妻であるフランシス（Frances）が相続した。ジョンストンはこの遺産継承に伴い姓をパルトニーに改めた。